# Hoorn-van-overvloed
De hoorn-van-overvloed (Craterellus cornucopioides) of doodstrompet is een eetbare paddenstoel die op de Rode Lijst voor paddenstoelen staat. De naam 'hoorn-van-overvloed' verwijst naar de Hoorn des overvloeds uit de Griekse mythologie. De doodstrompet is vooral gedroogd als specerij goed in eten te gebruiken.

## Kenmerken
De hoorn-van-overvloed is een kleine tot middelgrote trechtervormige paddenstoel met een korte holle steel, dun grijzig vlees en witte sporen. Er bestaat ook een vorm met een gele buitenkant. Het vruchtlichaam is aan de binnenzijde grauwbruin tot zwart en aan de buitenzijde aan de onderzijde asgrijs. 

## Verspreiding
De paddenstoel komt voor onder loofbomen, vooral bij beuken en eiken op leembodems. Hij komt vaak voor in groepen. De paddenstoel is zeer zeldzaam in Nederland, maar komt betrekkelijk algemeen voor in andere delen van Europa. De paddenstoel kan vooral gevonden worden in de periode augustus tot en met november. 